# Phyllonorycter enchalcoa
Phyllonorycter enchalcoa är en fjärilsart som först beskrevs av Turner 1939.  Phyllonorycter enchalcoa ingår i släktet guldmalar, och familjen styltmalar. Inga underarter finns listade i Catalogue of Life.